# 黄震 (动力机械工程专家)
黄震（1960年8月—），男，浙江鄞县人，中国动力机械工程专家，上海交通大学教授、副校长，中国工程院院士，中国民主促进会中央委员会副主席，上海市政协副主席。

## 生平
1988年12月毕业于上海交通大学动力机械工程系，获工学博士学位。